# Neomyxus chaptalii
Neomyxus chaptalii är en fiskart som först beskrevs av Joseph Fortuné Théodore Eydoux och Souleyet, 1850.  Neomyxus chaptalii ingår i släktet Neomyxus och familjen multfiskar. Inga underarter finns listade i Catalogue of Life.